# Canal latéral à la Meuse
Le canal latéral à la Meuse (en néerlandais Lateraalkanaal) est un canal dans le Limbourg néerlandais.
Le canal est situé entre Heel et Buggenum. Sa longueur est de 8 km. Le canal propose à la navigation fluviale un itinéraire plus rapide, plus court et plus simple qu'en passant par l'itinéraire classique de la Meuse. En passant par ce canal, les bateaux ne rencontrent qu'une seule écluse, celle de Heel, au lieu de deux, celles de Linne et de Ruremonde.